# Chelonus minutus
Chelonus minutus är en stekelart som beskrevs av Costa 1884. Chelonus minutus ingår i släktet Chelonus och familjen bracksteklar. Inga underarter finns listade i Catalogue of Life.